# Liste der Nummer-eins-Hits in Dänemark (1986)
Diese Liste enthält alle Nummer-eins-Hits in Dänemark im Jahr 1986. Es gab in diesem Jahr acht nachgewiesene Nummer-eins-Singles. Music & Media. In der 1. Kalenderwoche wurden keine Charts veröffentlicht.

## Singles
| | Liste der Nummer-eins-Hits in Dänemark | Liste der Nummer-eins-Hits in Dänemark | Liste der Nummer-eins-Hits in Dänemark                                                                                                   | 1987 →                    |
| \| Zeitraum \| Wo. ges. \| Interpret \| Titel Autor(en) \| Zusätzliche Informationen \| \| (Zeitraum, Wochen auf Platz eins, Interpret, Titel, Autor[en], zusätzliche Informationen) \| \| \| \| \| \| ----------------------------------------------------------------------------------------- \| -------- \| ------------------------- \| ---------------------------------------------------------------------------------------------------------------------------------------- \| ------------------------- \| \| 6. Januar 1986 – 19. Januar 1986 2 Wochen (insgesamt 3) \| 3 \| Wham! \| I’m Your Man George Michael \| – \| \| 20. Januar 1986 – 7. Februar 1986 2 Wochen \| 2 \| Johnny Reimer \| Halli Halli Hallo \| – \| \| 8. Februar 1986 – 4. April 1986 8 Wochen \| 8 \| Walter & Carlo \| Op Pa Fars Hat \| – \| \| 5. April 1986 – 2. Mai 1986 4 Wochen \| 4 \| Billy Ocean \| When the Going Gets Tough, the Tough Get Going Wayne Anton Brathwaite, Barry James Eastmond, Robert John Lange, Leslie Sebastian Charles \| – \| \| 3. Mai 1986 – 30. Mai 1986 4 Wochen \| 4 \| Prince and The Revolution \| Kiss Prince, David Z. Rivkin \| – \| \| 31. Mai 1986 – 13. Juni 1986 2 Wochen \| 2 \| Comic Relief \| Living Doll \| – \| \| 14. Juni 1986 – 15. August 1986 9 Wochen \| 9 \| Vrn-Holdet \| Living Doll \| – \| \| 16. August 1986 – 29. August 1986 2 Wochen (insgesamt 4) \| 4 \| Madonna \| Papa Don’t Preach Madonna, Brian Elliot \| – \| \| 30. August 1986 – 5. September 1986 1 Woche (insgesamt 2) \| 2 \| Level 42 \| Lessons in Love Mark King, Waliou Jacques Daniel Badarou, Rowland Charles Gould \| – \| \| 6. September 1986 – 12. September 1986 1 Woche (insgesamt 4) \| 4 \| Madonna \| Papa Don’t Preach Madonna, Brian Elliot \| – \| \| 13. September 1986 – 19. September 1986 1 Woche (insgesamt 2) \| 2 \| Level 42 \| Lessons in Love Mark King, Waliou Jacques Daniel Badarou, Rowland Charles Gould \| – \| \| 20. September 1986 – 26. September 1986 1 Woche (insgesamt 4) \| 4 \| Madonna \| Papa Don’t Preach Madonna, Brian Elliot \| – \| \| 27. September 1986 – 17. Oktober 1986 3 Wochen \| 3 \| Anne Linnet \| Barndommens Gade \| – \| \| 18. Oktober 1986 – 14. November 1986 4 Wochen \| 4 \| Madonna \| True Blue Madonna, Stephen Bray \| – \| \| 15. November 1986 – 5. Dezember 1986 3 Wochen \| 3 \| a-ha \| I’ve Been Losing You Pål Waaktaar \| – \| \| 6. Dezember 1986 – 12. Dezember 1986 1 Woche \| 1 \| Div Kuwerte \| Peace On Earth \| – \| \| 13. Dezember 1986 – 2. Januar 1987 3 Wochen (insgesamt 5) \| 5 \| Kim Larsen \| Jeo Ved En Laerkerede \| – \| |                                        |                                        | |                           |
| |                                        |                                        | | → 1987 →                  |
| Zeitraum | Wo. ges.                               | Interpret                              | Titel Autor(en) | Zusätzliche Informationen |
| (Zeitraum, Wochen auf Platz eins, Interpret, Titel, Autor[en], zusätzliche Informationen) |                                        |                                        | |                           |
| 6. Januar 1986 – 19. Januar 1986 2 Wochen (insgesamt 3) | 3                                      | Wham!                                  | I’m Your Man George Michael | –                         |
| 20. Januar 1986 – 7. Februar 1986 2 Wochen | 2                                      | Johnny Reimer                          | Halli Halli Hallo | –                         |
| 8. Februar 1986 – 4. April 1986 8 Wochen | 8                                      | Walter & Carlo                         | Op Pa Fars Hat | –                         |
| 5. April 1986 – 2. Mai 1986 4 Wochen | 4                                      | Billy Ocean                            | When the Going Gets Tough, the Tough Get Going Wayne Anton Brathwaite, Barry James Eastmond, Robert John Lange, Leslie Sebastian Charles | –                         |
| 3. Mai 1986 – 30. Mai 1986 4 Wochen | 4                                      | Prince and The Revolution              | Kiss Prince, David Z. Rivkin | –                         |
| 31. Mai 1986 – 13. Juni 1986 2 Wochen | 2                                      | Comic Relief                           | Living Doll | –                         |
| 14. Juni 1986 – 15. August 1986 9 Wochen | 9                                      | Vrn-Holdet                             | Living Doll | –                         |
| 16. August 1986 – 29. August 1986 2 Wochen (insgesamt 4) | 4                                      | Madonna                                | Papa Don’t Preach Madonna, Brian Elliot                                                                                                  | –                         |
| 30. August 1986 – 5. September 1986 1 Woche (insgesamt 2) | 2                                      | Level 42                               | Lessons in Love Mark King, Waliou Jacques Daniel Badarou, Rowland Charles Gould                                                          | –                         |
| 6. September 1986 – 12. September 1986 1 Woche (insgesamt 4) | 4                                      | Madonna                                | Papa Don’t Preach Madonna, Brian Elliot                                                                                                  | –                         |
| 13. September 1986 – 19. September 1986 1 Woche (insgesamt 2) | 2                                      | Level 42                               | Lessons in Love Mark King, Waliou Jacques Daniel Badarou, Rowland Charles Gould                                                          | –                         |
| 20. September 1986 – 26. September 1986 1 Woche (insgesamt 4) | 4                                      | Madonna                                | Papa Don’t Preach Madonna, Brian Elliot                                                                                                  | –                         |
| 27. September 1986 – 17. Oktober 1986 3 Wochen | 3                                      | Anne Linnet                            | Barndommens Gade | –                         |
| 18. Oktober 1986 – 14. November 1986 4 Wochen | 4                                      | Madonna                                | True Blue Madonna, Stephen Bray | –                         |
| 15. November 1986 – 5. Dezember 1986 3 Wochen | 3                                      | a-ha                                   | I’ve Been Losing You Pål Waaktaar | –                         |
| 6. Dezember 1986 – 12. Dezember 1986 1 Woche | 1                                      | Div Kuwerte                            | Peace On Earth | –                         |
| 13. Dezember 1986 – 2. Januar 1987 3 Wochen (insgesamt 5) | 5                                      | Kim Larsen                             | Jeo Ved En Laerkerede | –                         |